# Carl Heymann
Carl Heymann (Filehne, 6 juli 1852 – Haarlem, 6 december 1922) was een Duits pianovirtuoos, die langdurig in Nederland verbleef.
Hij is zoon van Isaac Heymann, een voorzanger van Pruisische komaf en Rebecca Göttinger. Het gezin vestigde zich in 1856 in Amsterdam. Zussen Louise Heymann en Sophie Heymann waren bekende zangeressen; zus Johanna Heymann was bekend pianiste.
Zijn muziekopleiding kreeg hij in eerste instantie van zijn vader en vervolgens van Robert Collin, Gustaaf Adolf Heinze en Anton Berlijn. Al op vroege leeftijd kon hij gaan studeren aan het Conservatorium in Keulen bij Ferdinand Hiller en Breuning. In die tijd gaf hij ook al concerten zoals in Odeon op 5 september 1865, waarbij het Nieuw Israelietisch weekblad hem een aantal dagen later recenseerde als "jeugdigen virtuoos (vlugheid, kracht, zuiverheid, gemakkelijkheid)". Hij speelde toen ook al eigen werk. Hij bleek een uitzonderlijk talent voor het pianospel te hebben en zou een van de grootste pianisten worden, aldus werd voorspeld. Het verhaah gaat dat hij eens voorspeelde in Frankfurt am Main, alwaar Franz Liszt aanwezig was. Hij duidde Heymann aan met "Er hat mich überlistet". Hij zou net zo groot worden als Anton Rubinstein. Helaas verstoorde zijn ziekelijke lichaam, hij had zenuwziekte of psychische klachten, zijn carrièrekansen. Hij moest na vier jaren vanwege de slechte gezondheid de studie beëindigen. Er volgde wel een kunstreis door Duitsland met August Wilhelmy (1871/1872), maar een ook leraarschap in Berlijn moest (tijdelijk) gestaakt worden vanwege ziekte. Vanaf 1875 was hij muziekdirecteur te Bingen am Rhein, maakte hij weer concertreizen en mocht onder andere voor de Duitse keizer spelen. Een landgraaf van Hessen benoemde hem tot hofmusicus. Rond 1870 was hij als opvolger van Joseph Rubinstein werkzaam aan het Dr. Hoch's Konservatorium van Joachim Raff. De ziekte woekerde voort, waardoor er verder nauwelijks optredens verzorgd konden worden. In 1881/1882 hield hij een afscheidstournee die hem onder meer naar Wenen, Londen, Sint-Petersburg en Praag bracht. Daarna werd het stil rond de pianist.
Een van zijn leerlingen in Frankfurt am Main was Edward MacDowell; Heymann wees hem aan als zijn opvolger aan de muziekschool in Frankfurt mocht Heymann zich moeten afmelden.
In 1973 speelde Willem Noske nog een werk van hem in een programma van vergeten componisten als Gerrit Jan van Eijken, Frans Coenen, Daniël de Lange, Samuel de Lange en Charles Smulders.
Van zijn hand verscheen een aantal composities:
- Drie Stucke für pianoforte (opus 2, Sulzer, 1871)
- Drei Lieder (opus 3, uitgegeven Schott, 1872)
- Defilirmarsch zur Erinnering an der Feldzug 1870-1871
- Drie Lieder (Neue Liebe, Maileid en An die blaue Himmelsdecke)
- Pianoconcert
- Drie strijkkwartetten
- Pianokwartet
- Sonate voor piano en viool
- Liederen
- Symfonisch repertoire
- Elfenspiel (opus 7, Simrock, 1881)
- Gondoliera (opus 4, Sulzer, 1872)
- Im Frühling (opus 5.1, Luckhardt, 1881)
- Vier Fantasiestücke (opus 8, Senff, 1881)
- Mummenschanz
- Zum Abschied für piano (Lichtenberger, 1878)
- Zwölf Lieder für dreistimmigen Frauenchor mit Clavierbegleitung (opus 9, Peters, Leipzig)

- Gemeinsame Normdatei: 116792477
- International Standard Name Identifier: 0000 0003 9779 9957
- MusicBrainz: 87fdf296-88e8-4961-8347-0d54666ff739
- Nationale Bibliotheek van Tsjechië: mzk2014807724
- Nederlandse Thesaurus van Auteursnamen: 070083096
- Virtual International Authority File: 57613878
- WorldCat: E39PBJxGW9mMyvMvxQM9QkqPcP